# Algieria na Mistrzostwach Świata w Lekkoatletyce 2013
Algieria na Mistrzostwach Świata w Lekkoatletyce 2013 – reprezentacja Algierii podczas czempionatu w Moskwie liczyła 11 zawodników.

## Występy reprezentantów Algierii

### Mężczyźni

#### Konkurencje biegowe
| Konkurencja                   | Zawodnik           | Runda 1  | Runda 1 | Półfinał | Półfinał | Finał    | Finał   |
| Konkurencja                   | Zawodnik           | Rezultat | Pozycja | Rezultat | Pozycja  | Rezultat | Pozycja |
| ----------------------------- | ------------------ | -------- | ------- | -------- | -------- | -------- | ------- |
| Bieg na 800 m                 | Amine Belferar     | 1:47.17  | 24.     | NQ       | NQ       | NQ       | NQ      |
| Bieg na 1500 m                | Imed Touil         | DNS      | DNS     | NQ       | NQ       | NQ       | NQ      |
| Bieg na 110 m przez płotki    | Othmane Hadj Lazib | 14.51    | 30.     | NQ       | NQ       | NQ       | NQ      |
| Bieg na 400 m przez płotki    | Miloud Rahmani     | 50.79    | 30.     | NQ       | NQ       | NQ       | NQ      |
| Bieg na 3000 m z przeszkodami | Hicham Bouchicha   | 8:28.56  | 20.     | —        | —        | NQ       | NQ      |
| Bieg na 3000 m z przeszkodami | Abdelmadjed Touil  | 8:25.89  | 17.     | —        | —        | NQ       | NQ      |
| Bieg na 3000 m z przeszkodami | Abdelhamid Zerrifi | DSQ      | DSQ     | —        | —        | NQ       | NQ      |
| Maraton                       | Tayeb Filali       | —        | —       | —        | —        | DNF      | DNF     |

### Kobiety

#### Konkurencje biegowe
| Konkurencja                   | Zawodnik       | Eliminacje | Eliminacje | Finał    | Finał   |
| Konkurencja                   | Zawodnik       | Rezultat   | Pozycja    | Rezultat | Pozycja |
| ----------------------------- | -------------- | ---------- | ---------- | -------- | ------- |
| Bieg na 3000 m z przeszkodami | Amina Bettiche | 9:45.50    | 17.        | NQ       | NQ      |

#### Konkurencje techniczne
| Konkurencja | Zawodnik       | Eliminacje | Eliminacje | Finał     | Finał   |
| Konkurencja | Zawodnik       | Rezultat   | Pozycja    | Rezultat  | Pozycja |
| ----------- | -------------- | ---------- | ---------- | --------- | ------- |
| Trójskok    | Baya Rahouli   | 13.41      | 17.        | NQ        | NQ      |
| Siedmiobój  | Yasmina Omrani | —          | —          | 5983 (PB) | 19.     |